# Malleehoningeter
De malleehoningeter (Ptilotula ornata; synoniem: Lichenostomus ornatus) is een zangvogel uit de familie Meliphagidae (honingeters).

## Verspreiding en leefgebied
Deze soort is endemisch in zuidelijk Australië.

## Status
De grootte van de populatie is niet gekwantificeerd maar de soort wordt omschreven als algemeen. Op de Rode lijst van de IUCN heeft deze soort de status niet bedreigd.